# جائزة ألمانيا الكبرى 2014
جائزة ألمانيا الكبرى 2014 (بالإنجليزية: 2014 German Grand Prix)‏ هو سباق فورمولا 1 أقيم بتاريخ 20 يوليو 2014 في حلبة هوكنهايم، ألمانيا. كان العاشر من أصل 19 في بطولة العالم لسباقات الفورمولا واحد موسم 2014. حلّ الألماني نيكو روسبيرغ أولا بينما جاء الفنلندي فالتيري بوتاس في المركز الثاني وحصل على المركز الثالث البريطاني لويس هاملتون.